# Чаїр
Чаї́р (крим. Çayır, у перекладі з кримськотатарської мови означає «сінокіс», «гірський луг») — тип традиційного лісового саду в гірському і передгірному господарстві в Криму, в якому ростуть без усякого догляду хвойні, плодові та декоративні рослини. Він поєднує в собі багаторівневий фітобіогеоценоз та багатофункціональність — сад, сінокіс, пасовище і лісозаготівлі. Чаїр гармонійно зливається з природою і відповідає місцевим особливостям клімату та рельєфу.

## Історія
Лісовий сад має давні народні традиції. Чаїри можна бачити вздовж всього кримського узбережжя. Щоб пасти худобу і запасти́ся сіном на зиму, люди були змушені постійно розчищати лісові хащі на схилах гір. Там збирали горіхи, кизил, яблука, груші, сливи та багато іншого. Такі ділянки використовувалися членами всього селища протягом життя декількох поколінь і навіть століть.
Початкові роботи з облаштування ділянки для чаїру дуже трудомісткі. Треба зробити щось подібне до пастки для потоків води з болотом і камінням, що стікають з гори. Перегородити балку повністю величезними кругляками. Мул, що стікає з потоків, осідав на кругляках і утворювалися тераси з природним дренажем. Для зрошення вода з потічків перетікала з однієї тераси на іншу. На терасах висаджували «дички» — плодові дерева, які ростуть в лісі. Плодові дерева з великими смачними плодами зберігалися, дерева з дрібними плодами використовувалися як підщепи.
Як город, сінокіс і пасовище для кіз чаїр можна було використовувати на 2 — 3 рік вже повноцінно. Однак реальний урожай фруктів чаїр міг дати десь через 10 років. Ці невеликі сади були пов'язані тисячею незримих ниток з навколишнім гірським лісовим ландшафтом, який забезпечував хід природних процесів без допомоги людини.
В основі функціонування садів чаїр лежать три принципи:
- садять посухотрива́лі рослини — волоські горіхи, сливи, груші, кизил, менше яблука;
- дерева садять там, де є вода;
- культурні сорти рослин прищеплюють на їх диких родичах (груша на грушу, кизил на кизил, тощо).

## Населені пункти
Шахти або Чаїр — зникле село в Бахчисарайському районі Автономної Республіки Крим.